# Chrysler LeBaron
Chrysler LeBaron – samochód osobowy klasy luksusowej, a następnie klasy średniej produkowany pod amerykańską marką Chrysler w latach 1977 – 1995.

## Pierwsza generacja

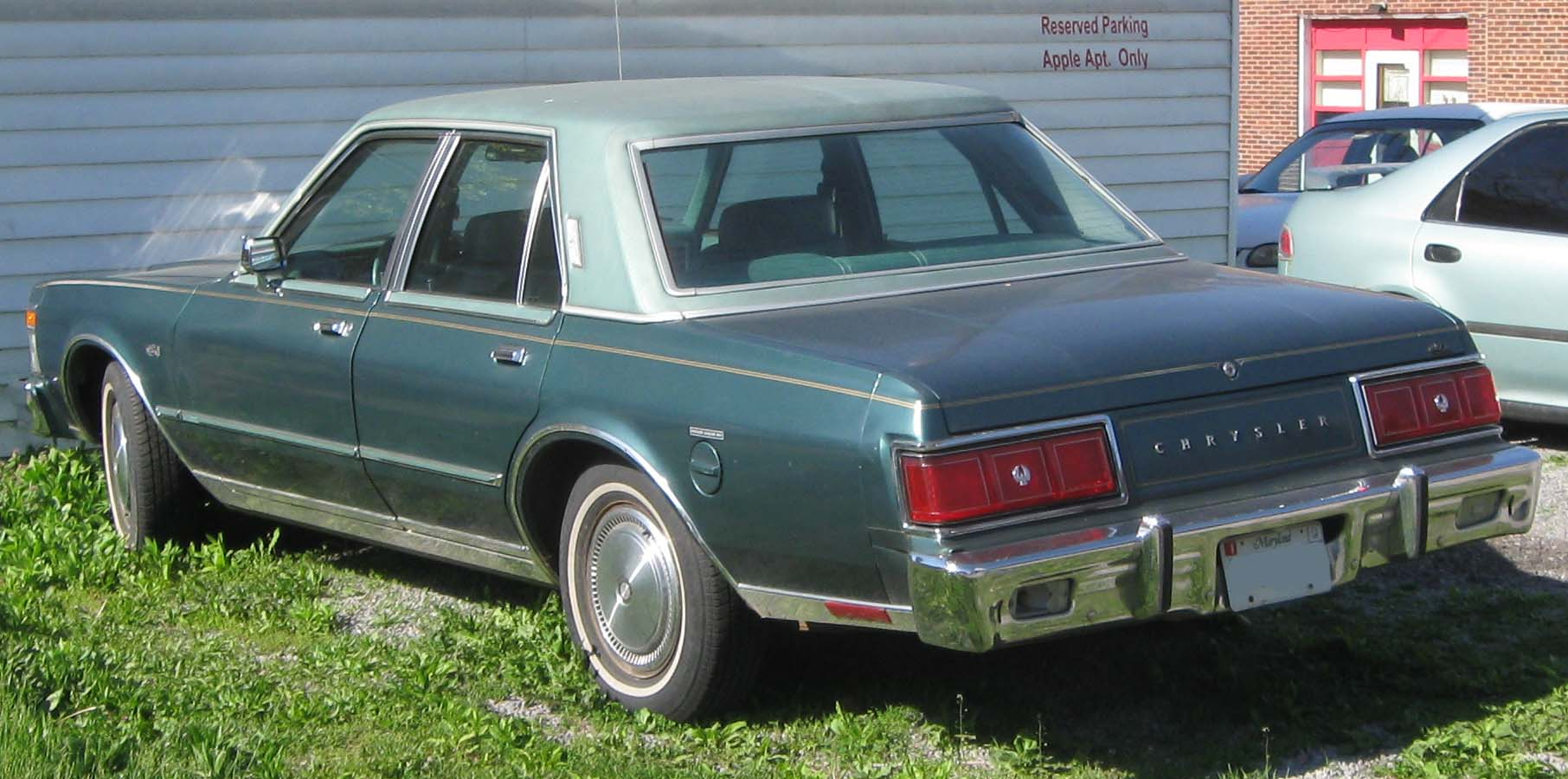
Chrysler LeBaron I - tył

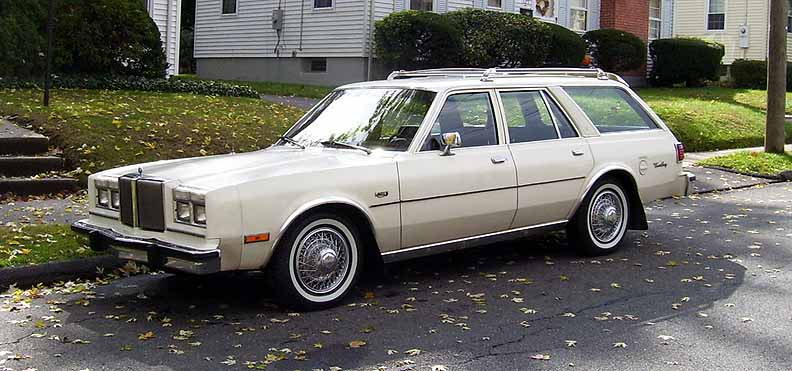
Chrysler LeBaron I Kombi

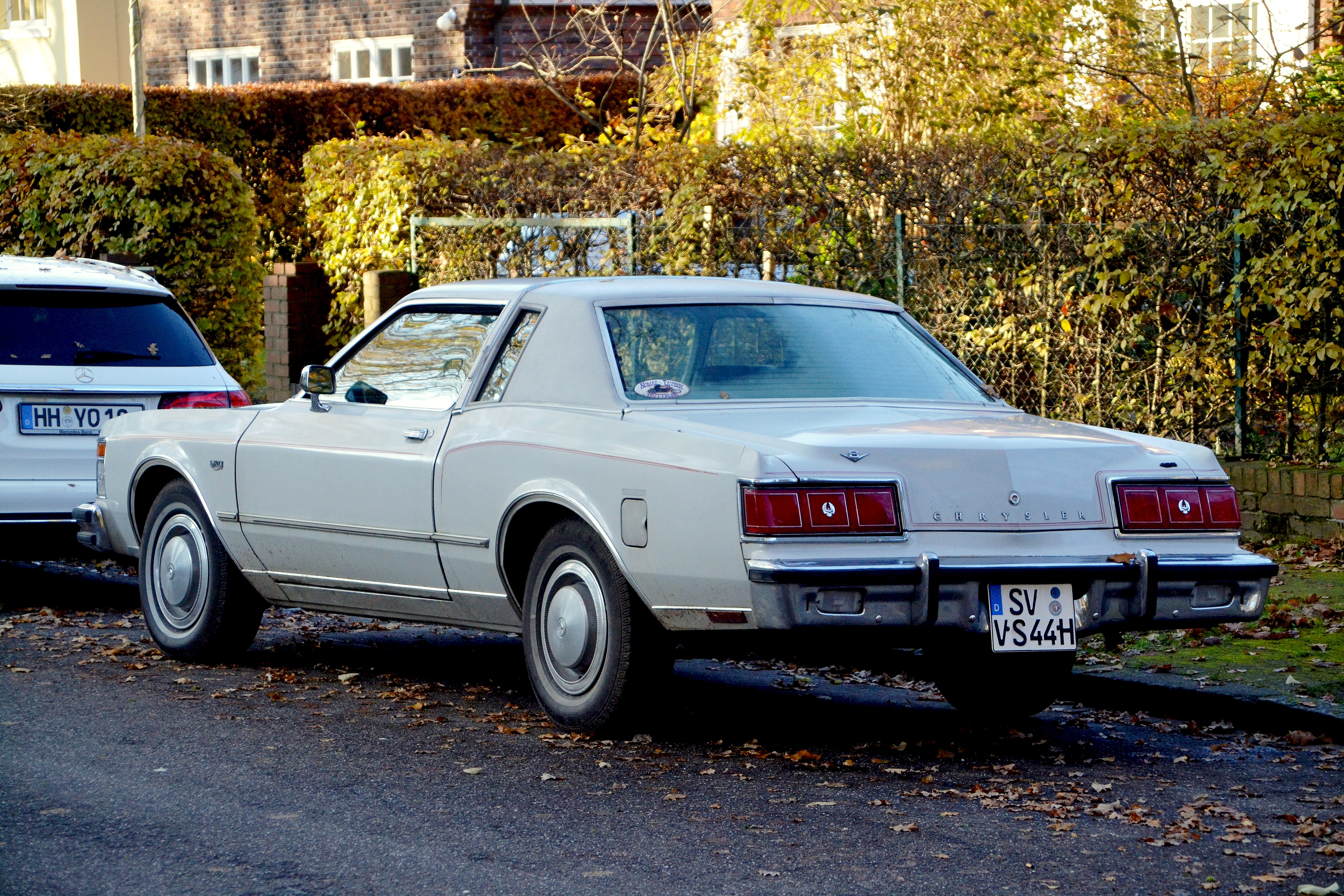
Chrysler LeBaron I Coupe

Chrysler LeBaron I został zaprezentowany po raz pierwszy w 1977 roku.
Po tym, jak w latach 30., 50., 60. i 70. XX wieku Chrysler stosował człon „LeBaron” dla różnych odmian wyposażenia sztandarowej limuzyny Imperial, w 1977 roku została ona zastosowana po raz pierwszy jako nazwa dla samodzielnego modelu. Pierwsza generacja Chryslera LeBarona była dużą, luksusową limuzyną oferowaną w trzech wariantach nadwoziowych i z identyczną liczbą jednostek napędowych. Samochód pełnił funkcję tańszej alternatywy dla modelu New Yorker.
Charakterystycznym elementem stylistyki LeBarona I była kanciasta, masywna sylwetka z dużą chromowaną atrapą chłodnicy, charakterystyczną dla amerykańskiej motoryzacji w latach 70. Innymi elementami były kanciaste, prostokątne reflektory, a także ulokowane ponad nimi paski podłużnych kierunkowskazów.

### Silniki
- V6 2.2l Slant-6
- V8 3.2l VA
- V8 3.6l LA

## Druga generacja

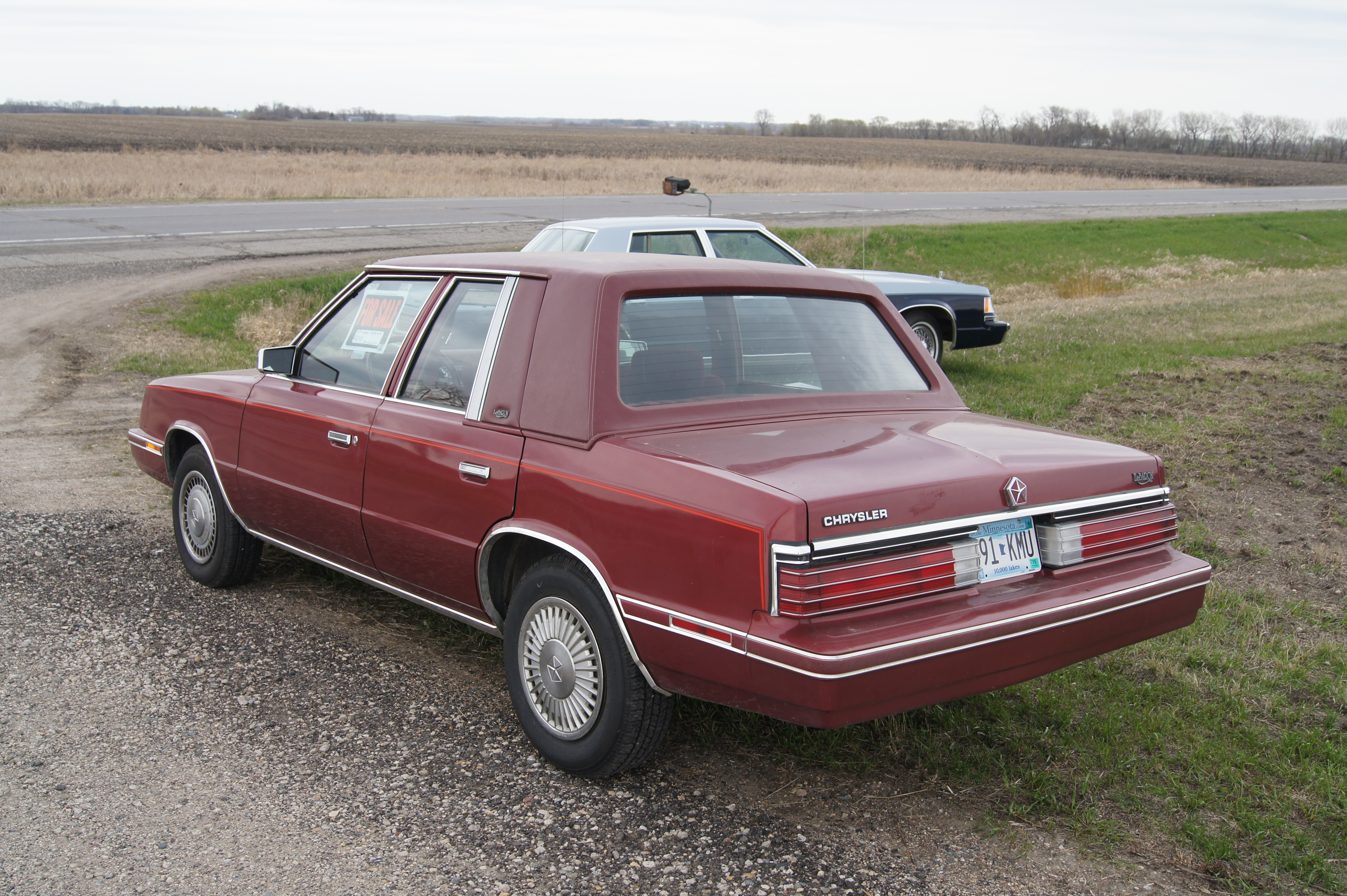
Chrysler LeBaron II - tył

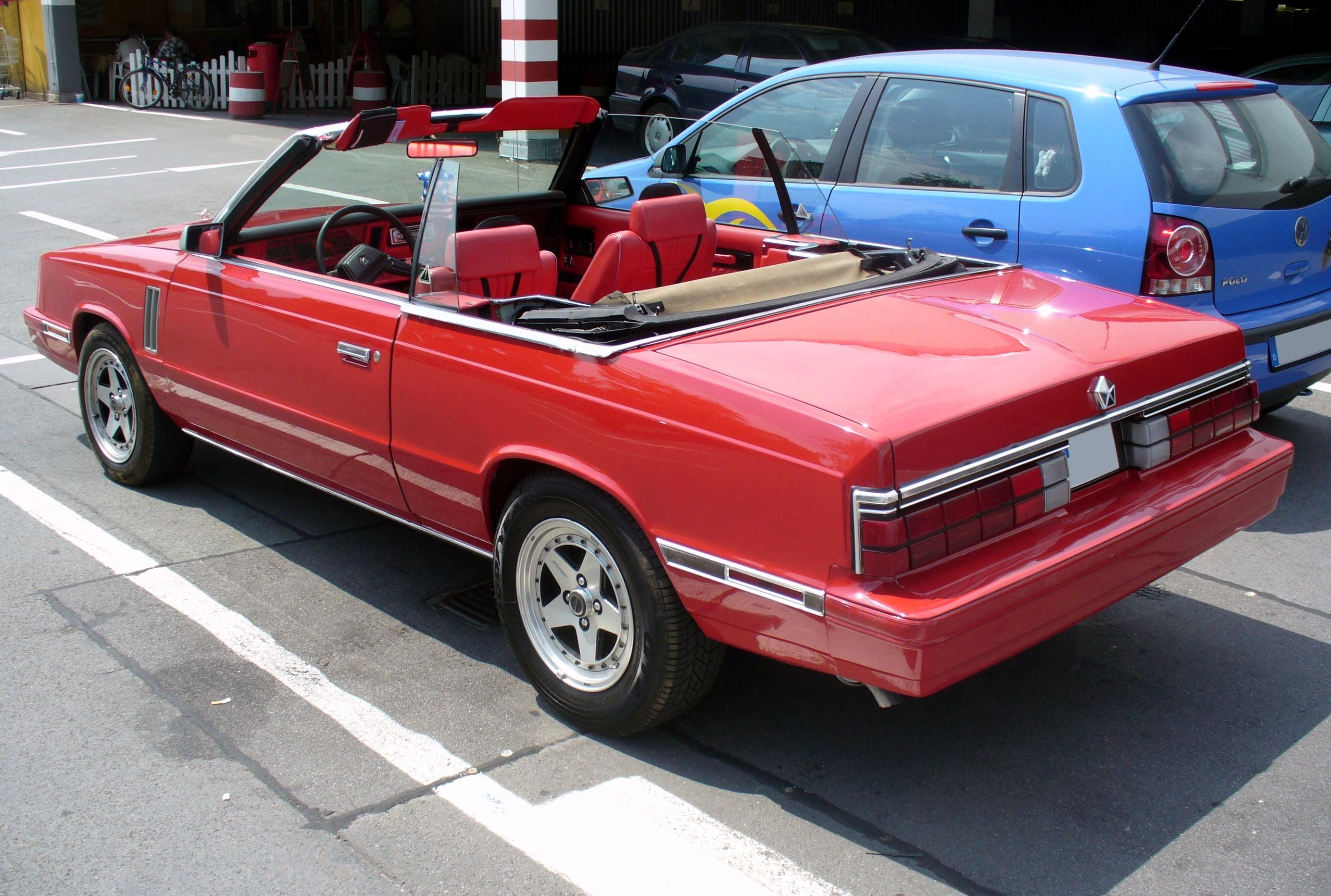
Chrysler LeBaron II Cabriolet

Chrysler LeBaron II został zaprezentowany po raz pierwszy w 1981 roku.
Chrysler LeBaron drugiej generacji zbudowany na nowej platformie koncernu K-body przeszedł gruntowną metamorfozę w stosunku do poprzednika – samochód przyjął nową rolę w gamie jako model klasy średniej, zachowując koncepcję kanciastego nadwozia z wyraźnie zaznaczonymi bryłami. Charakterystycznymi rozwiązaniami stylistycznymi były wcięte reflektory, a także materiałowy dach i opcjonalne wykończenie powierzchni bocznej okleinami imitującymi drewno. Każda wersja nadwoziowa miała inny charakter i wersje wyposażeniowe.

### Wersje wyposażeniowe
- Highline
- Premium
- LE
- LX

### Silniki
- L4 2.2l K
- L4 2.2l Turbo
- L4 2.5l K
- L4 2.6l Mitsubishi

## Trzecia generacja

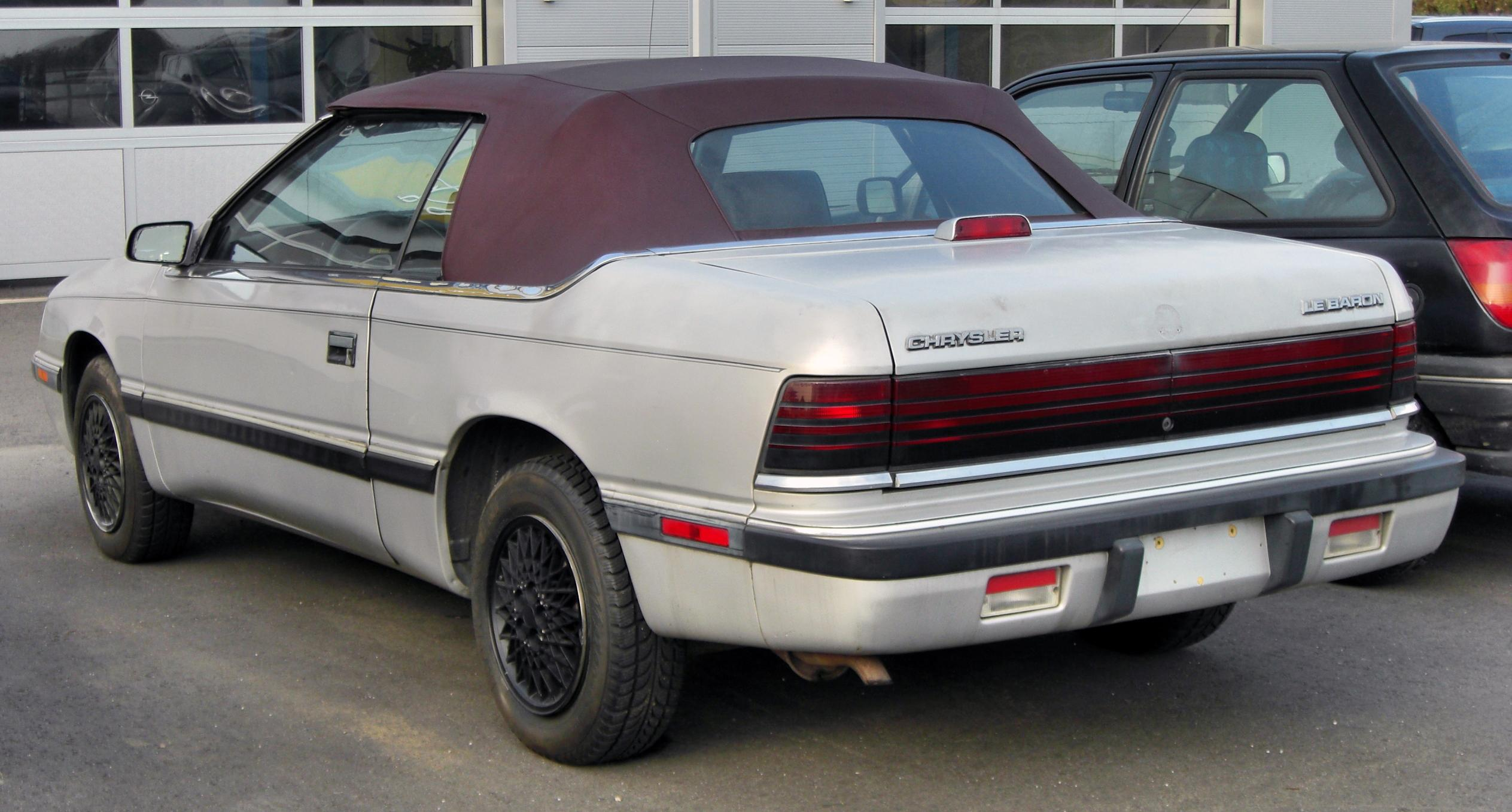
Chrysler LeBaron III Cabriolet - tył

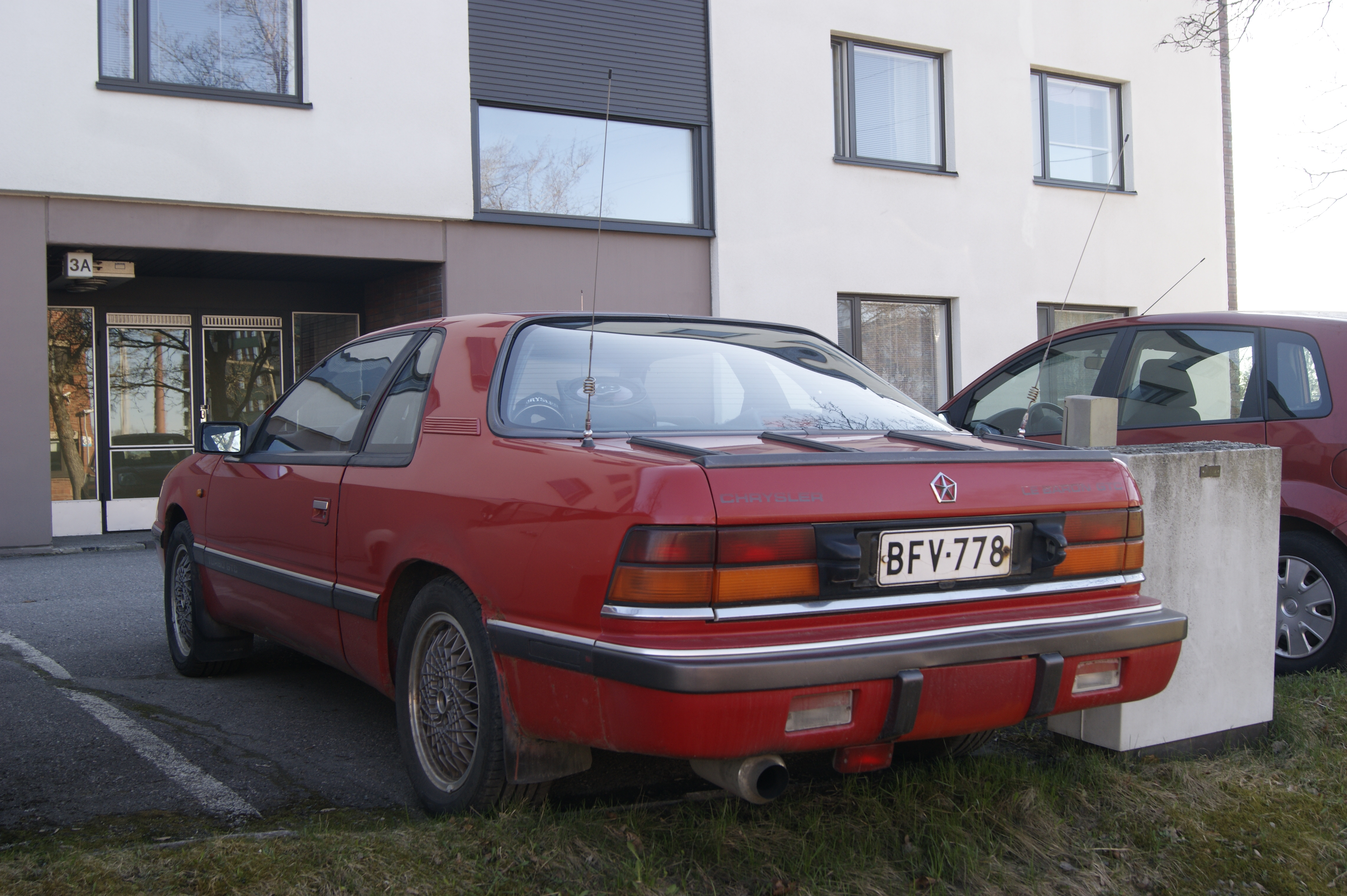
Chrysler LeBaron III Coupe

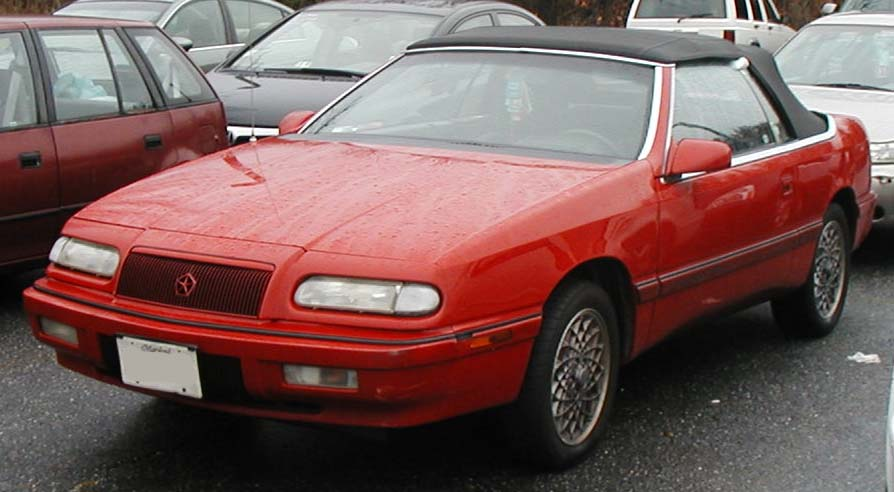
Chrysler LeBaron III Cabriolet po liftingu

Chrysler LeBaron III został zaprezentowany po raz pierwszy w 1986 roku.
Prezentując trzecią generację LeBarona zbudowaną na platformie J-body, Chrysler postanowił przyjąć nową koncepcję – z oferty początkowo zniknęły odmiany sedan oraz kombi na rzecz awangardowo stylizowanego coupe i kabrioletu. Samochody były pozycjonowane jako luksusowe grand tourer oferujące szerokie możliwości personalizacji. Charakterystycznym elementem w wersji z pierwszych lat produkcji były chowane przednie reflektory, które były zamocowane na obrotowych kloszach.

### Lifting
W 1992 roku Chrysler przeprowadził gruntowną modernizację LeBarona III w wersjach coupe i kabriolet. Z przodu zniknęły charakterystyczne, chowane reflektory na rzecz klasycznego oświetlenia wbudowanego w bryłę nadwozia. Pojawiły się nowe, węższe reflektory, a także przemodelowany zderzak i mniejsza atrapa chłodnicy.

### Wersje wyposażeniowe
- Highline
- Premium
- GT
- GTC
- LX

### Silnik
- L4 2.2l Turbo I
- L4 2.2l Turbo II
- L4 2.2l Turbo III
- L4 2.5l K
- L4 2.5l Turbo
- V6 3.0l Mitsubishi

### Chrysler LeBaron Sedan

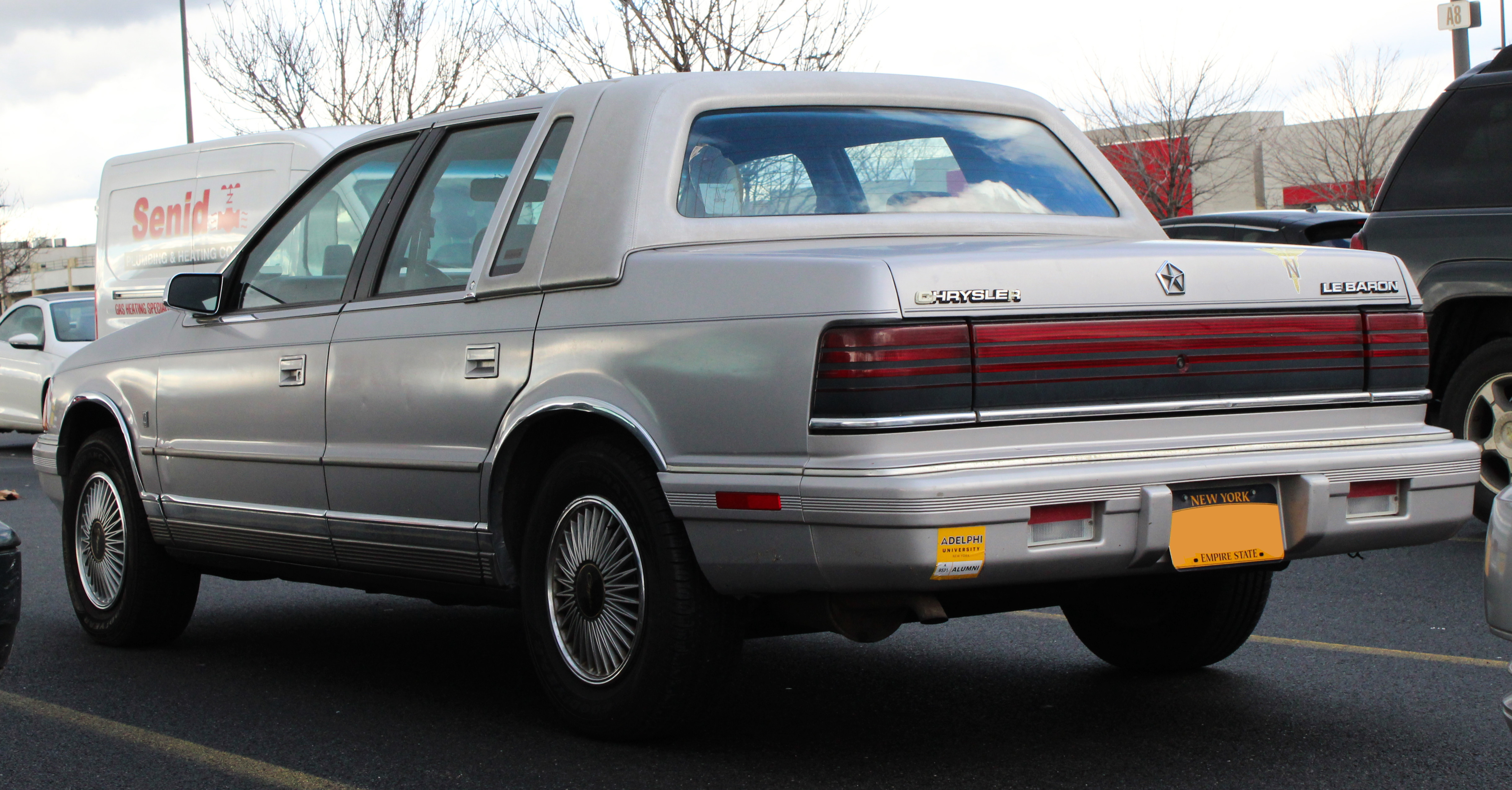
Chrysler LeBaron III Sedan - tył

Chrysler LeBaron III Sedan został zaprezentowany po raz pierwszy w 1989 roku.
W 1989 roku Chrysler zdecydował się uzupełnić ofertę trzeciej generacji LeBarona o wersję sedan, którą przez pierwsze 3 lata produkcji po raz pierwszy zabrakło w historii tego modelu. Limuzyna została zbudowana jednak jako odrębna konstrukcja oparta na innej platformie - AA-body, tej samej, na której oparto bliźniacze modele Dodge Spirit i Plymouth Acclaim. LeBaron III wyróżniał się na ich tle najbardziej luksusowym wyposażeniem, materiałowym obiciem dachu, dużą chromowaną atrapą chłodnicy i ozdobnymi kołpakami.

### Wersje wyposażeniowe
- Base
- LX
- Landau
- LE

### Silniki
- L4 2.5l Chrysler
- V6 3.0l Mitsubishi